# Spanisch Fricco
Spanisch Fricco, alternativ auch in der Schreibweise Spanisch Frikko,  ist ein Eintopfgericht der Westfälischen Küche. Die deftige Speise wird vor allem aus Fleisch, Kartoffeln und Zwiebeln zubereitet.

## Zubereitung
Zur Vorbereitung wird gewürfeltes Rind- oder Schweinefleisch aus der Schulter, in der klassischen Zubereitung „Mürbebraten“ wie Ochsenlummer, mit Salz und Pfeffer bzw. Cayennepfeffer gewürzt. Etwa die gleiche bis doppelte Menge Kartoffeln wird in stärkere Scheiben geschnitten und in Salzwasser gegart. In einer Pfanne werden geschnittene Zwiebeln glasig angeschmort.
Für die Zubereitung füllt man die drei Bestandteile schichtweise in einen gefetteten Topf und gibt dabei Butter hinzu. Der Topf wird auf mittlerer Hitze gegart, bis das Fleisch sich grau verfärbt, danach wird Sahne oder eine Mischung aus saurer Sahne, Mehl und Rotwein auf den Eintopf gegeben. Anschließend wird die Masse auf dem Herd im geschlossenen Topf über zweieinhalb bis drei Stunden gegart, bis das Fleisch weich ist. Als Eintopf wird das Spanisch Fricco ohne weitere Beilagen serviert.

## Namensherkunft und Kultur
Die Theorien für die Herkunft des Gerichtes gehen von einer Übernahme aus den benachbarten Spanischen Niederlanden aus. Alternativ wird die Übernahme eines Gerichts des spanisch inspirierten Hofs von Jérôme Bonaparte, welcher das Königreich Westphalen von 1807 bis 1813 regierte, angenommen.
Die Stadt Bad Sooden-Allendorf beansprucht Spanisch Fricco für sich als Nationalgericht und serviert es jährlich zum Erntedank- und Heimatfest.

## Belege
1. 1 2 3  Henriette Davidis: Praktisches Kochbuch für die gewöhnliche und feinere Küche. Bielefeld 1858, S. 140–141. (Google Books)
2. 1 2 3 4 5 6  „Spanisch Frikko“ In: Ira Schneider: Ostwestfalen-Lippe, Küchenklassiker. Wartberg Verlag, 2015, S. 41, ISBN 978-3-8313-2475-0.
3. ↑  Website zum Erntedank- und Heimatfest Bad Sooden-Allendorf